# Вернер XVII фон дер Шуленбург
Вернер XVII фон дер Шуленбург (на немски: Werner XVII von der Schulenburg; * 1541; † 11 януари 1581) е благородник от род фон дер Шуленбург „Черната линия“ в Алтмарк в Саксония-Анхалт.

## Произход
Той е син (от 12 деца) на Левин I фон дер Шуленбург (1510 – 1569) и съпругата му Илза фон Квитцов (1518 – 1591), дъщеря на Юрген (Георг) фон Квитцов († 1527) и Маргарета фон Арним (* ок. 1496). Внук е на Албрехт I 'Черния' фон дер Шуленбург († 1519) и Катарина фон Рор († сл. 1519). Брат е на Албрехт IV фон дер Шуленбург (1535 – 1583), Георг VII фон дер Шуленбург (1535 – 1619), Дитрих X фон дер Шуленбург (1546 – 1598) и Бернхард XIII фон дер Шуленбург (1557 – 1601).
Вернер умира на 40 години на 11 януари 1581 г. и е погребан в Дамбек.

## Фамилия
Вернер XVII фон дер Шуленбург се жени 1571 г. за Барта София фон Бартенслебен (* август 1550, Хьотенслебен; † 23 септември 1606, Магдебург, погребана в Дамбек), дъщеря на Ханс фон Бартенслебен и Агнесе (Илза) фон Раутенберг. Тя е внучка на Бусо фон Бартенслебен († 1548) и Берта фон Харденберг († 1587). Те имат 6 деца:
- Левин IV фон дер Шуленбург (1571 – 1614), женен за Анна Мария фон Велтхеим
- Ханс XI фон дер Шуленбург (1572 – 1611), женен за графиня Абел фон дер Шуленбург († сл. 1606/1618), дъщеря на граф Ведиге I фон дер Шуленбург († 1584) и Маргарета фон Бодендорф (1543 – 1605)
- Бусо фон дер Шуленбург (1573 – 1575)
- Елизабет/Илза фон дер Шуленбург (* 1 юни 1574, Беетцендорф; † 18 юли 1600, Еркслебен), омъжена на 2 март 1590 г. в Калбе за Лудолф фон Алвенслебен (* 11 март 1555, Алвенслебен; † юли 1610, Цихтау), син на Йоахим I фон Алвенслебен (1514 – 1588) и Анна фон Бартенслебен (1526 – 1555), дъщеря на Ханс фон Бартенслебен († 1542) и Анна фон Велтхайм (1499 – 1575).
- Агнес фон дер Шуленбург (* 6 август 1578; † 19 април 1626, Берлин), омъжена I. за Буркхард VIII фон Залдерн, II. на 2 юни 1606 г. за Буркхард IX фон Залдерн (* 8 август 1568, Платенбург; † 15 декември 1635, Залден)
- Йоахим Фридрих фон дер Шуленбург (1581 – 1633), женен за графиня Берта фон дер Шуленбург († 1649), дъщеря на граф Ведиге I фон дер Шуленбург († 1584) и Маргарета фон Бодендорф (1543 – 1605)